# Miguel Eyegue Ntutumu
Miguel Eyegue Ntutumu   (Micomeseng, maig 1933 - Malabo, 29 de setembre de 1979) va ser un polític equatoguineà.

## Biografia
El seu germà era Ángel Masié Ntutumu, primer Ministre de l'Interior de Francisco Macías Nguema.
Durant els primers anys posteriors a la Independència de Guinea Equatorial es va exercir com a President del Consell Provincial i governador civil de Riu Muni.
Durant la dictadura de Francisco Macías Nguema es va exercir com a funcionari carceller, sent responsable de l'execució de molts presos polítics.
Després de la destitució d'Edmundo Bossio Dioko el 1974, Eyegue va assumir el 2 de març d'aquest any com a Vicepresident en funcions de Guinea Equatorial. Va ser destituït, empresonat i torturat després de ser implicat en el intent de cop d'estat de 1976.
Després del Cop de la Llibertat liderat per Teodoro Obiang Nguema, Eyegue va ser jutjat al costat de Macías i altres acusats pels crims comesos durant la dictadura. Va ser condemnat a mort i afusellat el 29 de setembre de 1979, a l'edat de 51 anys.